# Kubushiro Ochimi
Det här är en artikel om en person med japanskt personnamn; Kubushiro är familjenamnet.
Kubushiro Ochimi, född 1882, död 1972, var en japansk feminist. Hon är känd för sitt engagemang i kampanjen för kvinnlig rösträtt. 
Hon var dotter till en kristen japansk präst och gift med en annan. Hon var engagerad i nykterhetsrörelsen och inom denna aktiv i kampanjen mot reglementerad prostitution. Hon blev medlem i Fujin Sansei Kakutoku Kisei Dōmei och deltog i kampanjen för kvinnlig rösträtt. 